# Choneiulus faunaeeuropaeae
Choneiulus faunaeeuropaeae är en mångfotingart som beskrevs av Henrik Enghoff 200. Choneiulus faunaeeuropaeae ingår i släktet Choneiulus och familjen pärlbandsfotingar. Inga underarter finns listade i Catalogue of Life.